# إدريس أوعويشة
إدريس أوعويشة (مواليد سنة 5 ديسمبر 1952) أكاديمي وسياسي مغربي. عُين في 9 أكتوبر 2019 وزير منتدبا مكلفا بالتعليم العالي والبحث العلمي في حكومة العثماني الثانية.

## مسيرته
يشغل إدريس أوعويشة، منصب رئيس جامعة الأخوين وهو وهو حاصل على دكتوراه الدولة في اللسانيات والتربية من جامعة تكساس في أوستن بالولايات المتحدة سنة 1986، وذلك بعد نيله دبلوم الدراسات العليا في اللسانيات التطبيقية وتعليم اللغات من جامعة ويلز سنة 1980، والإجازة في اللغة والأدب الإنجليزيين من جامعة محمد الخامس بالرباط سنة 1975.
وكان أوعويشة يشغل إلى حين تعيينه من قبل الملك محمد السادس رئيسا لجامعة الأخوين منذ 2008، منصب مستشار لدى «أميديست» للدراسات العربية بمنطقة الشرق الأوسط وشمال إفريقيا. وتولى من دجنبر 2007 إلى أبريل 2008 منصب مدير تنفيذي للهيأة الجامعية الدولية «دو سكولر تشايب».
كما شغل منصب نائب رئيس الشؤون الأكاديمية لجامعة الأخوين (من أبريل 2002 إلى فبراير 2007)، وعميد بالنيابة لكلية التجارة والتدبير (جامعة الأخوين) من 2005 إلى 2007.
وأعد أوعويشة العديد من المحاضرات والمنشورات من بينها «القضية الأمازيغية بالمغرب العربي»، و«ملاءمة برامج التعليم وحاجيات سوق الشغل»، و«برنامج تعليم اللغة العربية عن بعد: نموذج جامعة الأخوين».